# Mięśnie międzyżebrowe zewnętrzne

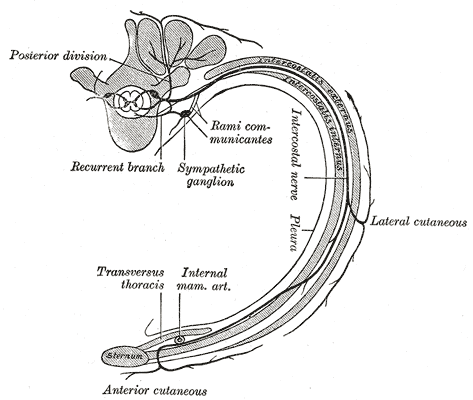
Mięśnie międzyżebrowe człowieka. Mięsień międzyżebrowy zewnętrzny podpisany Intercostalis externus.

Mięśnie międzyżebrowe zewnętrzne człowieka.

Mięśnie międzyżebrowe zewnętrzne (łac. musculi intercostales externi) – mięśnie kręgowców, zaliczane do mięśni głębokich klatki piersiowej. Stanowią zewnętrzną warstwę mięśni międzyżebrowych. Zachowują budowę metameryczną. 

## Ptaki
U kury domowej mięśnie te zaczynają się na krawędziach tylnych i wyrostkach haczykowatych żeber od drugiego do szóstego, a przyczepy końcowe mają na całych długościach przednich krawędzi żeber następnych, aż po chrząstkozrosty międzyżebrowe. Ich włókna biegną w dół i do tyłu. Opowiadają za wdechy.

## Ssaki
U ssaków mają przyczepy początkowe na doogonowej (przy postawie czworonożnej: tylnej, przy postawie wyprostowanej: dolnej) krawędzi żebra poprzedzającego, a przyczepy końcowe na dogłowowej (przy postawie czworonożnej: przedniej, przy postawie wyprostowanej: górnej) krawędzi żebra następnego. Ich włókna biegną skośnie w kierunku przyśrodkowo-doogonowym (przy postawie czworonożnej: w dół i do tyłu, przy postawie wyprostowanej: w dół i do przodu). Służą przede wszystkim jako mięśnie wdechowe.

### Człowiek
U człowieka zajmują przestrzenie międzyżebrowe (przyczepiają się do dolnej krawędzi górnego żebra i do górnej krawędzi dolnego żebra). Ich włókna biegną od tyłu i góry ku dołowi i przodowi (w przeciwnym kierunku niż mięśnie międzyżebrowe wewnętrzne). Zajmują powierzchnię od guzka żebra do granicy kostno-chrzęstnej żebra, gdzie przedłużają się do przodu jako cienkie rozcięgno – błona międzyżebrowa zewnętrzna (membrana intercostalis externa). Z tyłu łączą się z mięśniami dźwigaczami żeber. Unoszą żebra, działając jako mięśnie wdechowe.
Między warstwami mięśni międzyżebrowych zewnętrznych i wewnętrznych biegną żyły międzyżebrowe, tętnice międzyżebrowe i nerwy międzyżebrowe, układając się od góry do dołu w kolejności: żyła, tętnica, nerw; one też unerwiają i unaczyniają te mięśnie.